# 561
Năm 561 là một năm trong lịch Julius.